# Рана, Джанг Бахадур
Джанг Бахадур Рана (непальск. जंग बहादुर राणा; настоящее имя Бир Нарсингх Кунвар; 18 июня 1817, Катманду, Непал — 25 февраля 1877, Борланг, Горкха, Непал) — непальский государственный деятель, премьер-министр и фактический правитель страны в 1846—1877 годах, основатель «династии премьер-министров» (шри тин махарадж) семьи Рана, управлявшей Непалом до 1951 года.

## Биография
Происходил из западной части Непала из касты чхетри. Его отец, Бал Нарсингх Кунвар, был личным телохранителем короля Рана Бахадур-шаха. Отомстил за смерть короля, убив его убийцу, сводного брата Шер Бахадур-шаха, после чего был награждён наследственной должностью при дворе. Его дядя по материнской линии, Матхабара Сингх Тапа, был премьер-министром и верховным главнокомандующим непальской армии (в 1843—1845). Именно дядя дал племяннику имя Джанг Бахадур, под которым тот и вошёл в историю Непала.
Служил в армии с 16 лет, но вскоре как внук по материнской линии премьер-министра Бхимсен Тапа, ставшего жертвой придворных интриг, попал в опалу и с 1833 года скитался по северу Индии. Вернувшись в Непал в 1840 году, получил звание капитана артиллерии. С 1841 года стал одним из телохранителей короля, с 1842 года придворным, а вскоре опала с семьи была снята, что способствовало его дальнейшей придворной карьере. К 1845 году стал четвёртым человеком в стране и, опираясь на поддержку британцев, активно плёл интриги против конкурентов, внешне оставаясь лояльным к премьер-министру Гагану Сингху Бхандари. Джанг Бахадур воспользовался династическими раздорами — наследник престола Сурендра получил сомнительную славу из-за того, что ради удовольствия бросал служанок в пруд и также привязывал к ногам слонов слуг. Поэтому партия энергичной младшей королевы Лакшмидеви собиралась возвести на престол её сына.

## Военный переворот
15 или 19 сентября 1846 года Джанг Бахадур с сообщниками учинил резню в Коте, в ходе которой было перебито почти всё военное и гражданское руководство страны, включая премьер-министра, собравшихся на королевский приём во внутреннем дворике дворцового арсенала Кот. По официальной версии, королева Лакшмидеви объявила собравшимся, что призвала их из-за происшедшего убийства «её фаворита»-премьер-министра, обвинив в нём главу семьи Панди. В начавшейся поножовщине аристократы якобы перебили друг друга, а оставшихся в живых покарали смертью за убийства «случайный» свидетель придворный военачальник Джанг Бахадур и его воины. Король Раджендра Бикрама бежал во время резни к английскому резиденту, но тот его не впустил, страшась истребления миссии.

## Премьер-министерский пост
На следующий день Джанг Бахадур присвоил себе должность премьер-министра и главнокомандующего, взяв себе новое фамильное имя — Рана. В 1847 году дворянская семья Баснат была казнена по обвинению в заговоре с целью убийства Бахадура, якобы инспирированном Лакшмидеви, которая вместе с королём Раджендрой были высланы в Варанаси. Королём провозглашён Сурендра Бикрам Шах.
В апреле 1850 года—феврале 1851 года Бахадур Рана первым из непальской знати совершил через Калькутту путешествие в Великобританию и Францию. По возвращении пытался ввести среди непальской знати европейскую одежду и построил в Катманду несколько зданий в стиле неоклассицизма; издал по образцу европейского права в 1854 году «Мулуки Айн», 1400-страничный свод разнохарактерных законов Непала.
В 1856 году Джанг Бахадур издал указ «Санад» о том, что премьер-министр сосредотачивает в своих руках всю полноту военного и гражданского управления с присвоением титула махараджи, а должность становится наследственной в семье Рана — хотя король сохранял титул махараджираджи и формально оставался главой государства. В 1854 и 1855 годах сыновья Джанга Бахадура женились на королевских дочерях, а в 1857 году королевский сын женился на его дочери. У Бахадура Рана было более 100 детей.

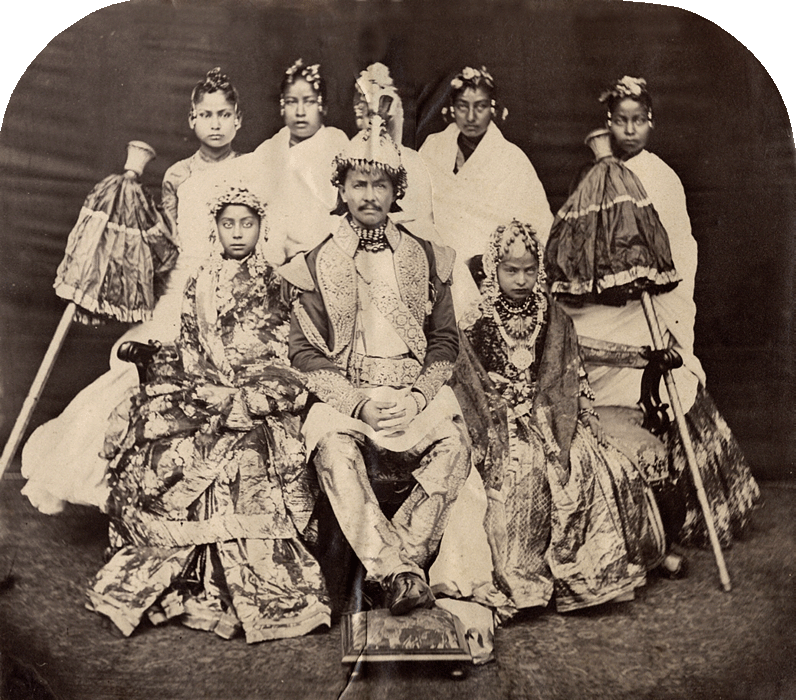
Джанг Бахадур Рана с двумя дочерями. 1863 год

1 августа 1856 года Джанг Бахадур уступил должность премьер-министра своему брату, Баму Бахадуру, который, однако, умер менее года спустя; ему наследовал ещё один его брат, Кришна Бахадур Кунвар, который тоже умер спустя месяц, после чего, 28 июня 1857 года, Джанг Бахадур вернул власть себе и правил Непалом до своей смерти в 1877 году.

## Оценка деятельности
Деятельность Джанга Бахадура, считающегося одной из главных фигур в истории Непала, оценивается неоднозначно. Он много сделал для модернизации Непала, и во многом благодаря его усилиям страна, несмотря на ориентацию в своей политике на Великобританию и фактическую зависимость от неё, всё-таки не стала британской колонией. Однако наряду с модернизацией Джанг Бахадур способствовал изоляции Непала от внешнего мира: страна при нём и его преемниках была закрыта для посещения европейцами (с исключением лишь для некоторых британских политиков и торговцев), а модернизация касалась в первую очередь принятия ряда европейских технологий и внешних атрибутов, но не затронула экономические отношения внутри страны, ввиду чего Бахадуру и династии Рана иногда ставят в вину стагнацию развития Непала до середины XX века.